# Louis de Leeuw

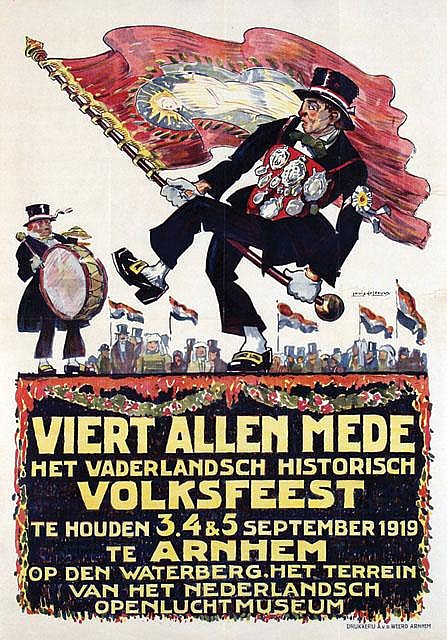
Volksfest Arnhem 1919

Louis Lambertus Petrus de Leeuw (* 21. Dezember 1875 in Arnhem; † 7. Mai 1931 in Dordrecht) war ein niederländischer Maler, Karikaturist, Plakatkünstler und Lithograf.
De Leeuw war Student an der Academie Minerva in Groningen unter der Leitung von  Johannes Hinderikus Egenberger und Franciscus Hermanus Bach und in Arnhem an der Handwerksschule und der Malschule, geleitet von Jacob Hendrik Geerlings und Sieger Baukema.
Er lebte und arbeitete in Groningen, Arnhem, Renkum, Brüssel, Antwerpen und vor 1920 in Dordrecht.
Louis de Leeuw beschäftigte sich neben der Malerei auch mit der Plakatkunst und Karikatur, war Mitglied von „Pictura“ in Dordrecht.